# الکدیر، سوریه
الکدیر یک منطقهٔ مسکونی در سوریه است که در استان حمص واقع شده‌است.

## خصوصیات
الکدیر ۶۹۴ نفر جمعیت دارد.